# Abdoulaye Komboudri
Abdoulaye Komboudri est un acteur et comédien burkinabé. Il est aussi connu sous le pseudonyme « Fils de l’homme », qui lui a été donné dans le film Wendémi ou L’enfant du bon Dieu.

## Biographie

### Enfance et études
Né le 3 mai 1959 à Koudougou dans la région du centre-ouest du Burkina Faso, Abdoulaye Komboudri est l’un des acteurs bien connu des cinéphiles Burkinabè et africains,.

## Filmographie

### Cinéma
- 1992 : Samba Traoré : Salif
- 1995 : Haramuya, les proscrits[4];
- 1996 : Puk Nini
- 1997 : Keïta ! L'Héritage du griot de Dani Kouyaté[5];
- 1997: Une couleur café
- 1998 : Silmandé - Tourbillon
- 2000 : Sondja
- 2000 : Mouka
- 2001 : Sia, le rêve du python
- 2003 : Moi et mon blanc
- 2003 : Siraba, la grande voie : Alain[6];
- 2004 : Ouaga saga : Blaise
- 2005 : Delwende, lève-toi et marche : Nosè
- 2009 : Une femme pas comme les autres
- 2010 : Clara
- 2012 : Bavière, la patrie : adversaire
- 2013 : Maï deux maris ou la polyandre
- 2015 : Le Neveu de l'homme fort

### Séries TV
- 2004 : Vis-à-vis
- 2007: Ma famille
- 2010 : Le célibatium
- 2011 : Ça bouge

## Prix et Distinctions
- 2019 : Prix du meilleur acteur de l’Afrique de l’Ouest aux Sotigui Awards[7];
- Chevalier de l’ordre du mérite des Arts, Lettres et de la Communication : agrafe cinématographie.
- 1998 : Prix du meilleur second rôle dans Silmandé (Winner Lauréat) All Africa film awards 98 Afrique du Sud.
- 1991 : Prix du meilleur comédien (Laafi) à la 12e édition du FESPACO[2].

## Référence
1. ↑  « Abdoulaye Komboudri : « N’attendez pas le dernier jour d’un artiste pour venir faire de beaux discours » », sur Faso7, 25 août 2020 (consulté le 22 août 2024)
2. 1 2  Evasion Magazine, « Abdoulaye Koumboudri », sur Evasion, 23 avril 2020 (consulté le 22 août 2024)
3. ↑  « L’acteur Abdoulaye Komboudri, allias Fils du pays nous livre ses impressions sur la 26ème édition du FESPACO », 25 février 2019,‎ 25 février 2019 (lire en ligne)
4. ↑  « Abdoulaye KOMBOUDRI », sur Festival de Cannes (consulté le 22 août 2024)
5. ↑  AlloCine, « Filmographie Abdoulaye Komboudri », sur AlloCiné (consulté le 22 août 2024)
6. ↑  « Abdoulaye Komboudri »
7. ↑  (en-US) academie, « Sotigui Awards 2019 : 4 acteurs burkinabè lauréats - Académie des Sotigui », 1er décembre 2019 (consulté le 22 août 2024)